# La curación del ciego (El Greco, Nueva York)
La curación del ciego es una obra del Greco realizada hacia 1577, antes de abandonar Italia, o recién llegado a España. Este lienzo consta con el número 63 en el catálogo razonado realizado por Harold Wethey, especializado en el Greco.

## Tema de la obra
La curación del ciego podría referirse al episodio narrado en el evangelio de Marcos (Mc 8:22-25) o bien al del evangelio de Juan (Jn 9:1-6). Pero es la narración del evangelio de Mateo (Mt 9:27-30) la que mejor se ajusta a escena representada por el Greco, que representa la curación de dos ciegos, el que está en proceso de sanación y el que manifiesta su alegría —con el brazo alzado— por haberse curado.

## Análisis de la obra

### Datos técnicos y registrales
- Nueva York, Museo Metropolitano de Arte (Accession Number: 1978.416);[5]
- Pintura al óleo sobre lienzo;
- Dimensiones: 120 x 146 cm. según Wethey (119,4 x 146,1 cm según el Met);
- Datación: ca 1577-1578 según Wethey (ca. 1570 según el Met);
- Catalogado por Wethey con el n º.63 y por Tizana Frati con la referencia 21-a.[6]

### Descripción de la obra
El hermoso azul ultramarino del celaje, reaparece en el manto de Jesús y en el forro de la figura que está a la derecha, en primer término de espaldas. El pavimento de baldosas de color tostado pálido y rosa claro se pintó en primer lugar, y luego se pintaron las dos pequeñas figuras en segundo término, en el centro de la composición, lo que se hace evidente por la transparencia de los colores. Al fondo de la perspectiva, el Greco volvió a representar un arco de triunfo, como ya lo hizo en La curación del ciego (Dresde). En el presente lienzo, colocó una minúscula estatua sobre el remate del frontón, como lo había hecho Sebastiano Serlio en el escenario para una tragedia.

## Procedencia
1. William Rennie; Londres (atribuido a Tintoretto);
2. George Smith-Bosanguet; Fryerning, Essex, (venta de Christie's, mayo de 1958, 36.000 guineas);
3. Charles Wrightsman;
4. Donación de Charles Wrightsman al MET, año 1978.[8]